# Gala (pel·lícula)
Gala és una pel·lícula-documental catalana dirigida i escrita per Sílvia Munt, estrenada l'any 2003.

## Argument
El viatge comença a Kazan (Rússia), on va néixer Elena Dimitrievna Diakonova Gala, segueix a Davos, on troba Paul Éluard, i continua a París i Nova York fins a arribar a Cadaqués, on mor i jeu "sola" al Castell de Púbol al costat d'una tomba buida on hi hauria d'haver el seu estimat Salvador Dalí… Tot això s'anirà descobrint a la pel·lícula a partir dels texts escrits per ella mateixa, per la seva amiga Anastasia Tsvetaieva, i pels seus marits Éluard i Dalí, a més de per les nombroses entrevistes que es van fer a les persones que la van conèixer.

## Premis i nominacions

### Premis
- 2004: Millor Documental, Premi Barcelona de Cinema

### Nominacions
- 2004: Millor pel·lícula catalana, Premis Butaca